# Apoloniusz Nieniewski

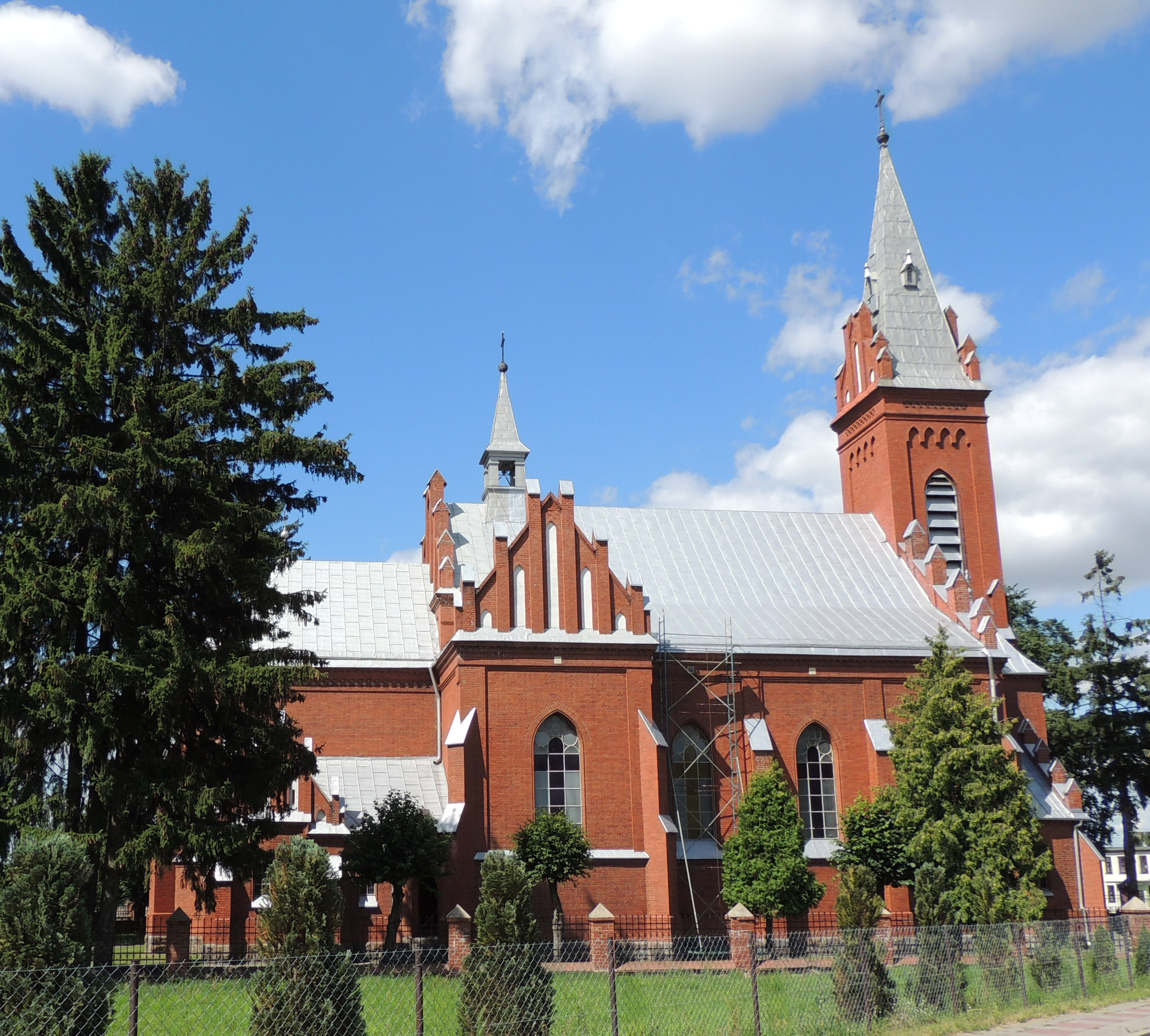
Kościół w Dalikowie

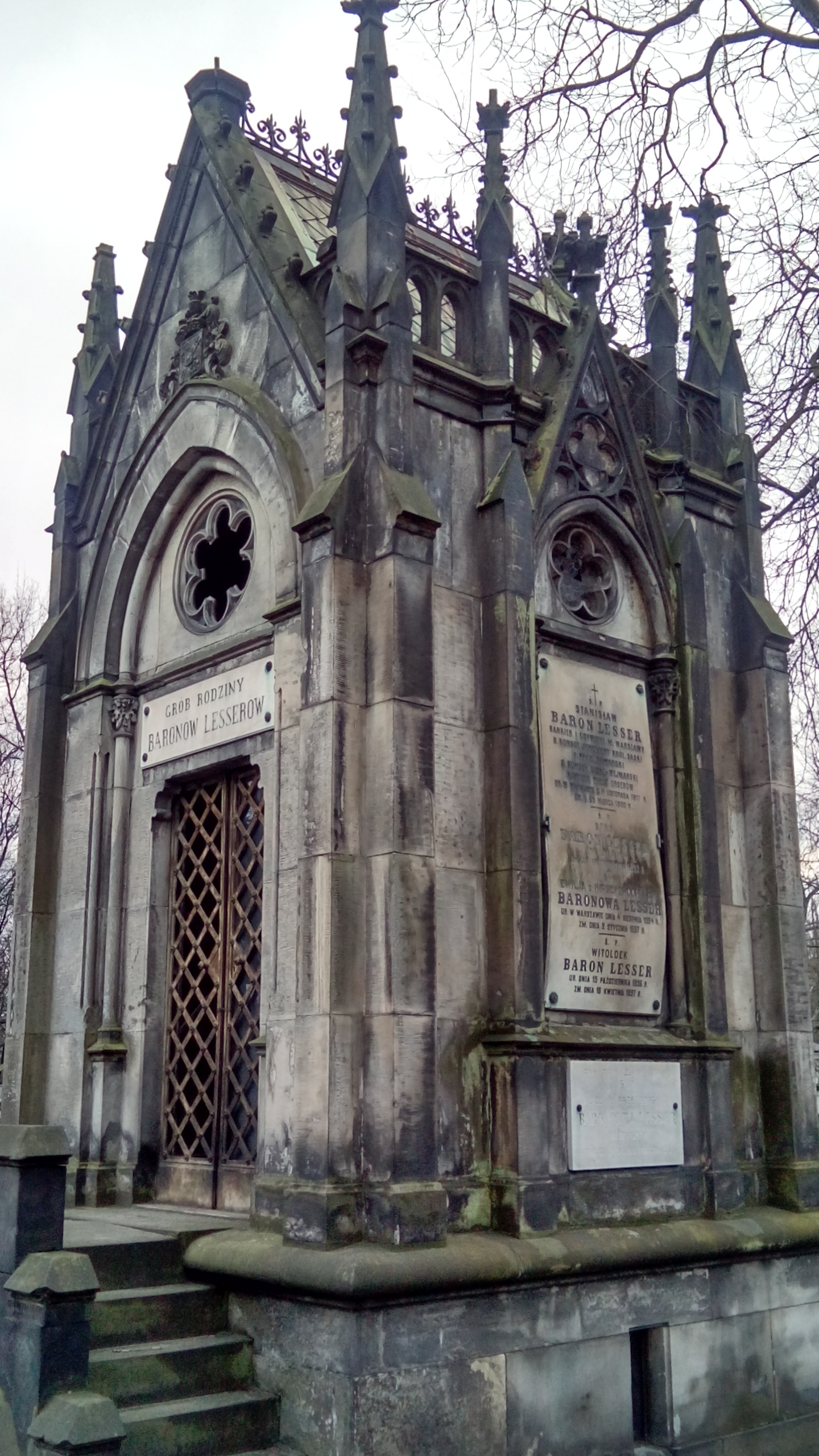
Kaplica Lesserów na cmentarzu Powązkowskim

Apoloniusz Paweł Nieniewski herbu Nałęcz (ur. 7 lipca 1856 w Sędzicach, zm. 17 maja 1922 w Warszawie) – polski architekt. 

## Życiorys
Był synem Cypriana Nieniewskiego (potomek Andrzeja Nieniewskiego) i jego pierwszej żony Augusty z Dembińskich. Jego bratankiem był pułkownik Adam Nieniewski.
Apoloniusz Nieniewski maturę zdawał w Gimnazjum św. Anny w Krakowie. Studiował na wydziale architektury politechniki w Rydze, którą ukończył w 1880. Studia te uzupełniał jeszcze w Wiedniu i Paryżu. 
W 1883 zamieszkał w  Warszawie i pracował początkowo w biurach architektonicznych Karola Kozłowskiego i Józefa Piusa Dziekońskiego. W 1886 współpracował przy przebudowie przez Karola Kozłowskiego pałacu Brühla w Warszawie na biura telegrafu. W 1896 otworzył w Warszawie z 
Władysławem Adolfem Kozłowskim biuro budowlane, które obaj architekci prowadzili do 1904 roku.  
Prowadził wykłady z zakresu budownictwa na Politechnice Warszawskiej, przez osiem lat był kierownikiem sal rysunkowych w Muzeum Rzemiosł i Sztuki Stosowanej. Od 1916 piastował urząd budowniczego okręgowego magistratu. 
Pochowany na cmentarzu Powązkowskim (kwatera 191-6-1).
Jego żoną była Joanna z Załuskowskich (1865-1942), ich córka Halina (1890-1942) była działaczką oświatową, oficerem AK, została aresztowana i zamordowana przez Niemców.

## Realizacje (m.in.)
- Dom Pracy dla Chłopów im. Mańkowskich przy ul. Wileńskiej (1900)
- Dom dla sierot przy ul. Rakowieckiej w 1901
- Gmach Towarzystwa Pracowników Handlowych i Przemysłowych przy ul. Siennej (1912–1914)[3]
- Hale Mirowskie w Warszawie (z m.in. Bolesławem Miłkowskim)[6][7]
- Gmach Dyrekcji Szczegółowej Towarzystwa Kredytowego Ziemskiego w Płocku[3]
- Kościół w Dalikowie (1908–1913)
- Dekoracja rzeźbiarska katedry Wniebowzięcia NMP w Sosnowcu
- dwór w Woli Boglewskiej[8]
- dwór w Sobianowicach[9]
- dom zdrojowy w Nałęczowie
- Szkoła rolnicza w Sobieszynie koło Garwolina (ukończona w 1896)[3]
- dwór w Rogowie
- dwór w Biskupicach k. Sieradza (1904–1905)[3]